# Воробьёв, Анатолий Андреевич
Анато́лий Андре́евич Воробьёв (5 февраля 1923 — 23 марта 2006, Москва) — советский и российский иммунолог и микробиолог, доктор медицинских наук, профессор, действительный член АМН СССР (1991; член-корреспондент с 1984), генерал-майор медицинской службы. Лауреат Государственной премии СССР (1980) и Государственной премии Российской Федерации (2001). Заслуженный деятель науки Российской Федерации (1979).

## Биография
Родился 5 февраля 1923 года в городе Курганный Кубанской области (ныне Новоалександровский район Ставропольского края).
С 1940 по 1945 год обучался в Военно-медицинской академии имени С. М. Кирова, в период Великой Отечественной войны служил в частях Каспийской военной флотилии и был участником обороны Ленинграда. С 1945 по 1948 год служил в ВМФ СССР в качестве военно-морского врача соединения кораблей Северного флота.
С 1948 по 1951 год обучался в адъюнктуре Военно-морской медицинской академии имени С. М. Кирова по кафедре микробиологии и кафедре физической и коллоидной химии, был учеником академика П. Ф. Здродовского. С 1951 по 1956 год на педагогической работе в этой академии в должности старший научный сотрудник.
С 1956 по 1978 год на научной работе в НИИ Министерства обороны СССР в должностях начальника научного отдела и заместителя начальника этого института по науке. С 1978 по 1987 год на научно-исследовательской работе в Главном управлении Биопрепарат в системе Министерства медицинской и микробиологической промышленности СССР в должности — первый заместитель начальника этого главка по науке. С 1987 по 2006 год на научной работе в Первом Московском государственном медицинском институте имени И. М. Сеченова в должности заведующий кафедрой микробиологии с вирусологией и иммунологией.

### Научно-педагогическая деятельность и вклад в науку
Основная научно-педагогическая деятельность А. А. Воробьёва была связана с вопросами в области микробиологии, разработке принципов модуляции иммунитета, общей иммунопрофилактики инфекционных болезней и иммунологии. Под его руководством были созданы химические вакцины против эпидемического сыпного тифа и ку-лихорадки, а также полианатоксины и высокоочищённые сорбированные анатоксины, применяемые для иммунизации против дифтерии и столбняка. А. А. Воробьев являлся членом Комитета вакцин и сывороток Министерства здравоохранения СССР, членом Правления Всесоюзного научного общества иммунологов, членом редакционной коллегии научно-медицинских журналов «Иммунология» и «Микробиология, эпидемиология и иммунобиология».
В 1951 году защитил кандидатскую диссертацию, в 1960 году докторскую диссертацию, в 1964 году ему было присвоено учёное звание профессор. В 1984 году он был избран член-корреспондентом, а в 1991 году — действительным членом АМН СССР. Под руководством А. А. Воробьёва было написано около четырёхсот научных работ, в том числе десяти монографий. В 1980 году «за разработку средств массовой иммунизации (пероральной, аэрозольной, безыгольной)» он был удостоен Государственной премии СССР. В 2001 году «за разработку фундаментальных основ клинического применения и внедрение методов лазерной флюоресценции для экспресс-мониторинговой диагностики, оценки эффективности лечения и прогнозирования течения заболевания у больных с гнойной инфекцией и дисбиозами» он был удостоен Государственной премии Российской Федерации.
Скончался 23 марта 2006 года в Москве, похоронен на Троекуровском кладбище.

## Награды и премии
- Орден Отечественной войны 1-й степени
- Орден Трудового Красного Знамени
- 2 Ордена Красной Звезды
- Медаль «За боевые заслуги»[6]
- Государственной премии Российской Федерации (2001)[7]
- Государственная премия СССР (1980)
- Заслуженный деятель науки Российской Федерации (1999)[8]

## Память
- В 1997 году на здании НИИ эпидемиологии и микробиологии имени Н. Ф. Гамалеи РАМН была установлена мемориальная доска.
- В 1997 году кафедре инфектологии медико-профилактического факультета послевузовского профессионального образования ПМГМУ имени И. М. Сеченова было присвоено его имя[2].